# Бахтијар Вагабзаде
Бахтијар Вагабзаде (азер. Bəxtiyar Vahabzadə; 16. август 1925 — 13. фебруар 2009) био је песник, драмски писац, књижевни критичар, члан Удружења књижевника Азербејџана од 1945. године, национални песник Азербејџана (1984), доктор филолошких наука (1964), професор, активни члан Националне академије наука Азербејџана (2000), поштовани уметник Азербејџана (1974), лауреат државне награде Азербејџана (1976), лауреат Државне награде СССР-а (1984), лауреат књижевне награде „М.Ф. Ахундов“ (1988), народни посланик Врховног совјета народних депутата Републике (1990), посланик Народне скупштине Азербејџана (1995, 2000).

## Биографија
Бахтијар Вагабзаде је рођен 1925. године у граду Шеки (Азербејџан). Свој стваралачки песнички пут је започео у периоду Другог светског рата након објављивања песме “Мајка и фотографија”.
Од тада се у медијима константно објављују његове песме, научни чланци, критике. У лирским песмама сабраним у првој књизи “Моји пријатељи”, опевана су осећања и мисли народа који је победио фашизам. Бахтијар Вахабзаде је радио као професор на катедри за Савремену азербејџанску књижевност на Државном универзитету Азербејџана (1950. -1990). Бахтијар Вахабзаде је од 1990. године у пензији. Он је 1980. године изабран за дописног члана Азербејџанске Академије наука, а 2000. године је постао њен стални члан. На VII конгресу писаца СССР је 1981. године био изабран за члана Управног одбора Савеза писаца СССР. Он је такође био члан Управног одбора писаца и Већа старешина Азербејџана (1991). Био је познат као неуморни пропагандиста и организатор књижевно-уметничког процеса.
Пет пута је биран за посланика у Врховном савету народних посланика Републике, а након тога је био и посланик Мили Меџлиса (Народне Скупштине) (1995.-2000)
За поеме “Разговор са Лењином” и “Мугам” му је 1976. године уручена Државна награда Азербејџана. Осим тога, добитник је и награда “Црвена застава рада” и “Независност” (1995).
Бахтијар Вагабзаде је један од утемељивача покрета националних мањина, насталог 60-их година. Он, 1958. године, у својој поеми “Гјулистан” подсећа на историјску трагедију Азербејџана, подељеног на два дела, и придружује се праведној борби за независност и слободу азербејџанског народа.
Б. Вагабзаде је аутор више од 70 песничких збирки, 2 монографије, 11 научних радова и стотине чланака, као и више од 20 поема са историјском и савременом тематиком. Песникови радови – збирке песама, драме и публицистички есеји су преведени на многе светске језике, укључујући: енглески, француски, немачки, персијски, турски, српски, пољски, шпански, мађарски.
Бахтијар Вахабзаде је преминуо 13. фебруара 2009. године у 83. години у Бакуу.
Године 2011. у Бакуу је отворена улица са именом Бахтијара Вагабзадеа.
Амбасада Републике Азербејџан у Републици Србији, на основу иницијативе Културног центра Азербејџана у Београду и Азербејџанаца који живе у Србији, упутила је молбу Канцеларији градоначелника у Београду, ради ширења успомене на изванредног песника Бахтијара Вахабзадеа, да једна улица у Београду носи назив песника Азербејџана. На основу Указа Председника Републике Азербејџан Илхама Алијева о прослави 90. годишњице познатог писца Бахтијара Вагабзаде Град Београд и Скупштина Републике Србије на седници одржаној 23. јуна 2015. године донели су одлуку да улици која почиње од Црнотравске до раскршћа са Борском и Пере Велимировића доделе назив „Бахтијара Вагабзаде“.